# Diopsidae

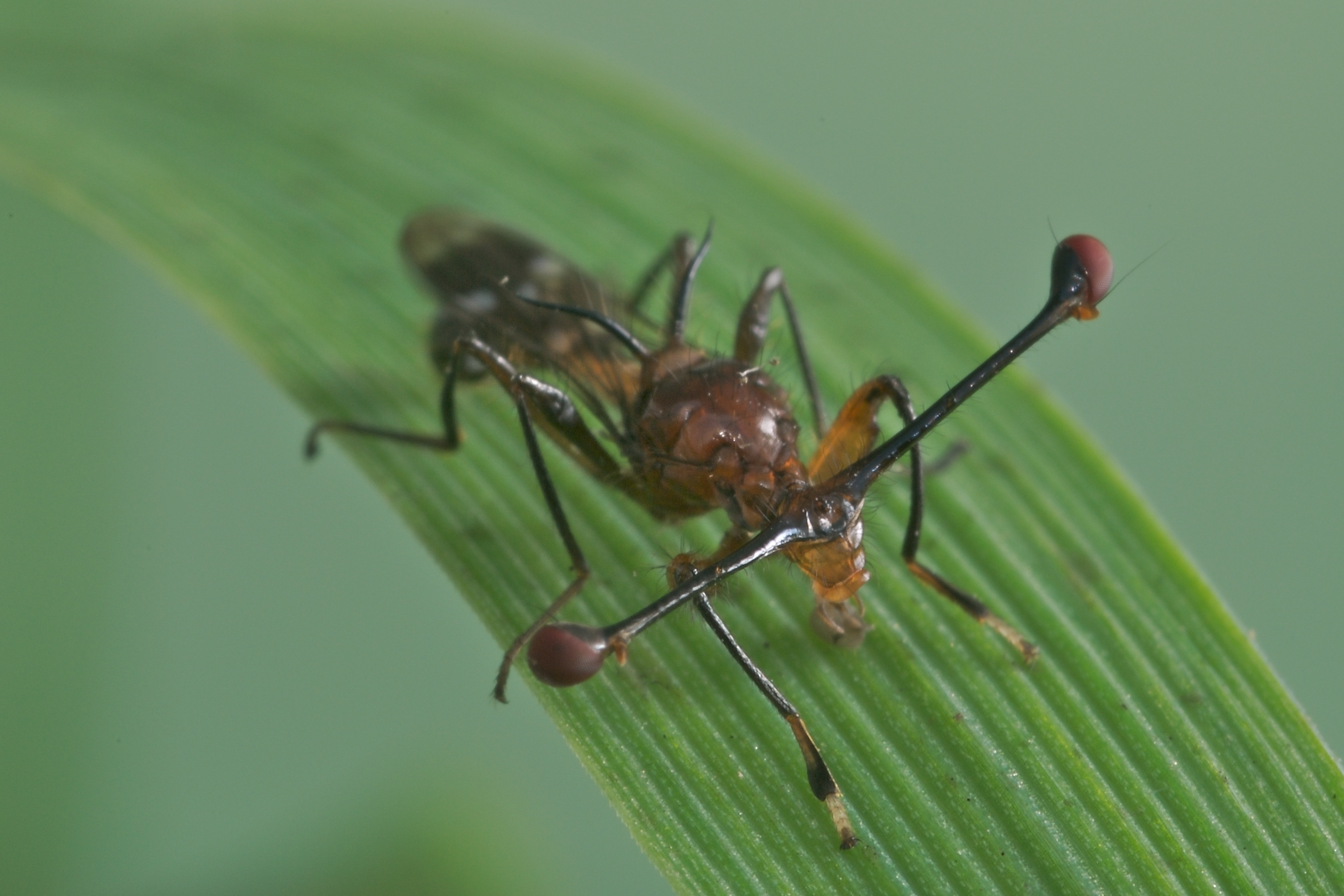
Teleopsis dalmanni

Diopsidae – rodzina muchówek. Charakterystyczną cechą tych owadów jest osadzenie oczu na długich szypułkach (stylikach ocznych); podobne struktury występują u niektórych przedstawicieli Drosophilidae, Platystomatidae i Tephritidae, ale u Diopsidae styliki występują u obu płci u niemal wszystkich gatunków, a wzdłuż szypułek przebiegają czułki. Do rodziny należy około 160 gatunków zgrupowanych w dwóch podrodzinach (Centrioncinae i Diopsinae) i w jedenastu rodzajach, najwięcej znanych jest z tropików Starego Świata. Dwa gatunki występują w Ameryce Północnej, a z Europy znany jest jeden gatunek (Sphyracephala europaea), opisany z Węgier dopiero w 1997 roku. Osobniki dorosłe spotykane są na niskiej roślinności w wilgotnych biotopach, często w pobliżu strumieni i rzek. 
U Diopsidae występuje wyraźny dymorfizm płciowy w długości szypułek, co jest często przywoływane jako przykład doboru płciowego. U jednego z najlepiej poznanych gatunków, Teleopsis dalmanni (znany też jako Cyrtodiopsis dalmanni i Diopsis dalmanni) samice dobierają się w pary z samcami o najdłuższych szypułkach, czemu towarzyszy skomplikowany rytuał. 
Pierwsze badania nad biologią Diopsidae skupiały się na funkcji stylików ocznych, ze szczególnym uwzględnieniem ich wpływu na pole widzenia owada oraz jego zdolność do szacowania odległości. Obecnie, Diopsidae są ważnymi organizmami modelowymi w doświadczeniach sprawdzających teorie ewolucji wtórnych cech płciowych. Badania takie są prowadzone m.in. na University of Maryland i w University College London. Badania te pozwoliły częściowo odpowiedzieć na istotne pytania w biologii ewolucyjnej, przede wszystkim dlaczego wyewoluowała preferencja samic wobec najwyraźniej przypadkowej cechy. Dowiedziono, że długość szypułek Diopsidae jest ściśle zależna od warunków środowiskowych, co oznacza, że najlepiej przystosowane samce są w stanie osiągnąć znaczną długość szypułek nawet w niesprzyjających warunkach. Samice kopulujące z takimi samcami osiągałyby tym samym korzyść dla swojego potomstwa, w postaci korzystnych alleli genów. Ponadto, w niektórych populacjach T. dalmanni samice są nosicielkami genu odchylenia mejotycznego (ang. meiotic drive) na chromosomie X, co przyczynia się do przewagi płci żeńskiej u potomstwa. W tych populacjach samce posiadające gen supresorowy odchylenia mejotycznego mają dłuższe szypułki, co oznacza, że samice kopulujące z tymi samcami osiągną dodatkową korzyść, w postaci licznego potomstwa płci męskiej w zdominowanej przez samice populacji. Gen warunkujący długie szypułki jest położony w bliskości genu pozwalającego spłodzić samcowi więcej potomstwa płci męskiej.

## Systematyka
Do rodziny należy kilkanaście rodzajów:
- Cladodiopsis Séguy, 1949
- Diasemopsis
- Diopsis
- Eosiopsis Feijen, 2008
- Eurydiopsis
- Sphyracephala Say, 1828
- Pseudodiopsis Hendel, 1917
- Sinodiopsis Fejien, 1989
- Cobiopsis Fejien, 1989
- Diopsina Curran, 1928
- Teleopsis
- Teloglabrus
- † Prosphyracephala Hennig, 1965